# Episodi di Colt .45 (terza stagione)
La terza stagione della serie televisiva Colt. 45 è andata in onda negli Stati Uniti dal 4 ottobre 1959 al 21 giugno 1960 sulla ABC.
| nº | Titolo originale         | Prima TV USA     |
| -- | ------------------------ | ---------------- |
| 1  | Queen of Dixie           | 4 ottobre 1959   |
| 2  | The Reckoning            | 11 ottobre 1959  |
| 3  | The Devil's Godson       | 18 ottobre 1959  |
| 4  | The Rival Gun            | 25 ottobre 1959  |
| 5  | The Hothead              | 1º novembre 1959 |
| 6  | A Legend of Buffalo Bill | 8 novembre 1959  |
| 7  | Yellow Terror            | 15 novembre 1959 |
| 8  | Tar and Feathers         | 22 novembre 1959 |
| 9  | Alias Mr. Howard         | 6 dicembre 1959  |
| 10 | Calamity                 | 13 dicembre 1959 |
| 11 | Under False Pretenses    | 10 gennaio 1960  |
| 12 | Impasse                  | 31 gennaio 1960  |
| 13 | Arizona Anderson         | 14 febbraio 1960 |
| 14 | The Cause                | 28 febbraio 1960 |
| 15 | Phantom Trail            | 13 marzo 1960    |
| 16 | Breakthrough             | 27 marzo 1960    |
| 17 | Chain of Command         | 5 aprile 1960    |
| 18 | Alibi                    | 12 aprile 1960   |
| 19 | Absent Without Leave     | 19 aprile 1960   |
| 20 | Strange Encounter        | 26 aprile 1960   |
| 21 | Trial by Rope            | 3 maggio 1960    |
| 22 | The Gandy Dancers        | 10 maggio 1960   |
| 23 | Martial Law              | 17 maggio 1960   |
| 24 | Attack                   | 24 maggio 1960   |
| 25 | Bounty List              | 31 maggio 1960   |
| 26 | Appointment in Agoura    | 7 giugno 1960    |
| 27 | Showdown at Goldtown     | 14 giugno 1960   |
| 28 | The Trespasser           | 21 giugno 1960   |

## Queen of Dixie
- Prima televisiva: 4 ottobre 1959
- Diretto da: Herbert L. Strock

### Trama
- Guest star: John Alderson (capitano), Andy Clyde (Scatterbrain Gibbs), Tol Avery (Barnes), Dale Johnson, George Cisar

## The Reckoning
- Prima televisiva: 11 ottobre 1959

### Trama
- Guest star: Kelly Thordsen, Buzz Martin (Billy Gibson), Joe Di Reda (Hicks), Jack Mather (padre Knox)

## The Devil's Godson
- Prima televisiva: 18 ottobre 1959
- Diretto da: Herbert L. Strock
- Soggetto di: Jim Barnett, Jack Emanuel

### Trama
- Guest star: Nick Paul, Lane Bradford (Pete Jessup), Forrest Lewis (Van Rensselaer), Alan Dexter (sceriffo Ken Ryan), Billy Wells (Billy Taylor), Ann Morriss (Anne Ryan), Adam West (Doc Holliday)

## The Rival Gun
- Prima televisiva: 25 ottobre 1959

### Trama
- Guest star: Natividad Vacio (Afilador), Stephen Chase (generale Nelson Miles), Dick Rich (Butch), George Kennedy (Hank), Robert McQueeney (Duke)

## The Hothead
- Prima televisiva: 1º novembre 1959

### Trama
- Guest star: K. L. Smith, John McCann, Ruta Lee (Dottie Hampton), Troy Donahue (Jim Gibson)

## A Legend of Buffalo Bill
- Prima televisiva: 8 novembre 1959
- Diretto da: Emory Horger

### Trama
- Guest star: Britt Lomond (William F. Cody), C. Lindsay Workman (Ned Buntline)

## Yellow Terror
- Prima televisiva: 15 novembre 1959
- Diretto da: Paul Landres
- Scritto da: A. Sanford Wolf, Irwin Winehouse

### Trama
- Guest star: Brad Dexter (John Barker), Andy Clyde (capitano Gibbs), Kaye Elhardt (Lucie), Richard Devon (Ed Pike)

## Tar and Feathers
- Prima televisiva: 22 novembre 1959
- Diretto da: Emory Horger
- Scritto da: A. Sanford Wolf, Irwin Winehouse

### Trama
- Guest star: Tom London (vecchio), Craig Duncan (Matt), Arthur Space (Doc Hutchins), James Beck (Kirby), Sal Ponti (Andre Bourdette), Jenifer Lea (Louise Porter), Howard Petrie (John Porter)

## Alias Mr. Howard
- Prima televisiva: 6 dicembre 1959

### Trama
- Guest star: Harry Harvey (Thompson), Jane Nigh (Zee Howard/James), Howard Ledig (Woody Keene), Mike Road (Howard/Jesse James)

## Calamity
- Prima televisiva: 13 dicembre 1959
- Diretto da: Paul Guilfoyle
- Scritto da: Dwight Newton

### Trama
- Guest star: John Craven (guardia), Dal McKennon (agente), John Close (Johnson), Mickey Simpson (Hooker), Robert Armstrong (Jud Bowlus), Joan Taylor (Ellen McGraw), Dodie Heath (Calamity)

## Under False Pretenses
- Prima televisiva: 10 gennaio 1960

### Trama
- Guest star: Jack Hogan (Cliff), Tim Graham (Ed Mills), Joe Partridge (Dade Wagner), Suzanne Lloyd (Julie Gannon)

## Impasse
- Prima televisiva: 31 gennaio 1960
- Diretto da: Paul Landres
- Scritto da: Lee Loeb

### Trama
- Guest star: Randy Sparks, Holly Bane, Don Haggerty, Ann Doran (Mrs. Staley), Roy Engel (Marshal Ben Staley), Linda Lawson (Barbara), Harry Lauter (Rare Larson), Sandy Koufax (Johnny)

## Arizona Anderson
- Prima televisiva: 14 febbraio 1960
- Diretto da: George Waggner
- Scritto da: Lee Loeb

### Trama
- Guest star: Lou Merrill (barista), Billy McGreene (ubriaco), Arthur Space (sceriffo Len Jennings), Don 'Red' Barry (Yakel), Allan "Rocky" Lane (Gilby), Catherine McLeod (Kate Anderson), Mike Road (Arizona Anderson)

## The Cause
- Prima televisiva: 28 febbraio 1960
- Diretto da: H. Bruce Humberstone
- Scritto da: Irwin Winehouse, A. Sanford Wolf

### Trama
- Guest star: Jay Novello, Julia Montoya (Senora Martinez), Miguel Ángel Landa (Ramon), Tristram Coffin (colonnello Willis Murdock), Rodolfo Hoyos, Jr. (Martinez)

## Phantom Trail
- Prima televisiva: 13 marzo 1960
- Diretto da: Lew Landers

### Trama
- Guest star: John Archer (Joe Holman), John McCann (Dan Thorne), Don 'Red' Barry (Stevens), Walter Maslow (Burke)

## Breakthrough
- Prima televisiva: 27 marzo 1960
- Scritto da: Kenneth Gamet

### Trama
- Guest star: Charles Cooper, Walter Reed (Harry Dodson), Faith Domergue (Suzanne Tremaine), Archie Duncan (Jeff Kincaid)

## Chain of Command
- Prima televisiva: 5 aprile 1960
- Diretto da: Lew Landers

### Trama
- Guest star: Gary Vinson (Roberts), Jean Blake (Honora), Ross Elliott (maggiore Parker), Alan Baxter (colonnello Bealey), Gordon Jones (sergente O'Hickey)

## Alibi
- Prima televisiva: 12 aprile 1960
- Diretto da: Lew Landers
- Soggetto di: Edmund Morris

### Trama
- Guest star: Don Haggerty (Marshal Bill Thompson), James Bell (Andrew Karp), Claudia Barrett (Janice Benson), Jock Gaynor

## Absent Without Leave
- Prima televisiva: 19 aprile 1960

### Trama
- Guest star: Steve Brodie, Andra Martin (Mary Steele), Tyler McVey (colonnello Ben Williams), Gary Conway (tenente Charles Williams)

## Strange Encounter
- Prima televisiva: 26 aprile 1960
- Diretto da: Herbert L. Strock
- Soggetto di: Irving Rubine

### Trama
- Guest star: Holly Bane (sergente Quinn), Frank Albertson (generale Devery), Robert Colbert (Bill Mannix), Vaughn Taylor (dottor Craig), Kasey Rogers (Jeannie O'Mara)

## Trial by Rope
- Prima televisiva: 3 maggio 1960
- Diretto da: Herbert L. Strock
- Scritto da: William F. Leicester, W. Hermanos

### Trama
- Guest star: Don Chastain (Gerald Wiley), Allan "Rocky" Lane (sindaco), Maurice Manson (William Banning), Pamela Duncan (Dora Lacey), Barry Kelley (Marshal Tompkins), Lurene Tuttle (Lottie Strong), Ed Kemmer (Ben Anderson)

## The Gandy Dancers
- Prima televisiva: 10 maggio 1960

### Trama
- Guest star: John Wengraf (Kozak), Elaine Edwards (dottor Wallen), Joan Lora (Anna Ziegler), Charles Fredericks (Marshal Ed Springer)

## Martial Law
- Prima televisiva: 17 maggio 1960
- Diretto da: William J. Hole

### Trama
- Guest star: Joseph Ruskin (Jace Kirby), Percy Helton (Wes Mason), Paul Picerni (Duke Blaine), Merritt Bohn (sindaco Tullow), Robert Foulk (Marshal Hacker), Ray Daley (sergente Jim Perris), Margaret Whiting (Vinnie Berkeley)

## Attack
- Prima televisiva: 24 maggio 1960
- Diretto da: William J. Hole

### Trama
- Guest star: Glenn Strange, Frank Gerstle (Ed Garrick), Sharon Hugueny (Running Deer), Richard Garland (Seth Johnson), Robert Colbert (Clay)

## Bounty List
- Prima televisiva: 31 maggio 1960
- Diretto da: Lee Sholem

### Trama
- Guest star: J. Edward McKinley, Harp McGuire, Ron Foster (Tommy Potts), Janet Lake (Harriet Potts), Ray Danton (Kane)

## Appointment in Agoura
- Prima televisiva: 7 giugno 1960
- Diretto da: Lee Sholem

### Trama
- Guest star: V. J. Ardwin, Alan Reynolds, Steve Drexel, Hal Torey (Abel Sanger), Rhodes Reason (Ben Thompson), Chris Robinson (Cal Sanger)

## Showdown at Goldtown
- Prima televisiva: 14 giugno 1960
- Diretto da: Lee Sholem
- Scritto da: William F. Leicester, W. Hermanos
- Soggetto di: Kenneth Perkins

### Trama
- Guest star: Ken Terrell (Bar Patron), John Cason (Trell), Dan Sheridan (Driscoll), Larry J. Blake (Tim Corey), Jerry Barclay (Tip Hooper), Harry Shannon (Clay Hooper), Robert Colbert (Johnny Moore), Ruta Lee (Molly Perkins)

## The Trespasser
- Prima televisiva: 21 giugno 1960
- Diretto da: Lee Sholem

### Trama
- Guest star: Lee Van Cleef (Red Feather), Ray Teal (Mike O'Tara), Pamela Duncan (Belle O'Tara), Arthur Space (colonnello Tomkin), Gary Vinson (tenente Sims)